# Andrij Bohdanow
Andrij Jewhenowycz Bohdanow, ukr. Андрій Євгенович Богданов (ur. 21 stycznia 1990 w Kijowie) – ukraiński piłkarz, grający na pozycji pomocnika w ukraińskim klubie Desna Czernihów, reprezentant Ukrainy.

## Kariera piłkarska

### Kariera klubowa
Wychowanek Dynama Kijów, barwy którego bronił w juniorskich mistrzostwach Ukrainy (DJuFL). Karierę piłkarską rozpoczął 30 lipca 2007 w składzie Dynamo-3 Kijów. Na początku 2008 przeszedł do Arsenału Kijów, a 23 maja 2009 debiutował w Premier-lidze w meczu z Karpatami Lwów. W rundzie jesiennej sezonu 2009/10 został wypożyczony do FK Ołeksandrija. 18 czerwca 2012 podpisał 4-letni kontrakt z Dynamem Kijów. 28 lutego 2013 roku powrócił do Arsenału, ale na zasadach wypożyczenia. 15 stycznia 2014 przeszedł do Metalista Charków. 7 sierpnia 2014 przeszedł na zasadach wypożyczenia do PAE Ergotelis. Podczas przerwy zimowej sezonu 2014/15 powrócił do Metalista, a już 11 lutego 2015 za obopólną zgodą kontrakt z klubem został anulowany. 26 czerwca 2015 zasilił skład mołdawskiego Saxan Ceadîr-Lunga. 30 września 2015 jako wolny agent przeniósł się do Wołyni Łuck. 8 sierpnia 2016 opuścił wołyński klub. 18 sierpnia 2016 został piłkarzem Olimpiku Donieck. 5 stycznia 2018 podpisał kontrakt z Arką Gdynia. 5 grudnia 2018 za obopólną zgodą kontrakt został anulowany. 16 stycznia 2019 zasilił skład Desny Czernihów. 19 grudnia 2019 roku opuścił czernihowski klub, a 3 stycznia 2020 został piłkarzem Kołosu Kowaliwka.

### Kariera reprezentacyjna
W latach 2010–2012 występował w młodzieżowej reprezentacji Ukrainy na Turnieju Walerego Łobanowskiego. 6 lutego 2013 roku debiutował w narodowej reprezentacji Ukrainy w meczu towarzyskim z Norwegią